# Favicon
Un favicono, del inglés favorites icon (icono de favoritos), también conocido como icono de página, es una pequeña imagen asociada con una página o sitio web en particular. Los navegadores gráficos suelen mostrar el favicono de la página visitada, si esta lo posee, en la barra de direcciones y en el encabezado de la pestaña correspondiente. Asimismo los utilizan para identificar más fácilmente las páginas, presentándolos junto a sus respectivos títulos, en las listas de marcadores (navegadores web) o favoritos, en los historiales (navegador web) de páginas visitadas y de navegación reciente, y toda vez que deban hacer referencia a ellas. 

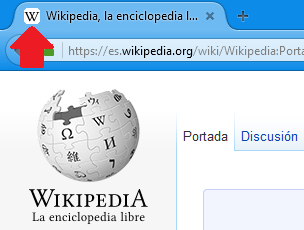
El favicon de Wikipedia.

## Definición
La forma original de definir un favicono era poniendo un archivo llamado favicon.ico en el directorio raíz del servidor web, el cual era mostrado automáticamente en los favoritos de Internet Explorer. Después, sin embargo, se creó un sistema más flexible, usando HTML para indicar la localización de un icono para cada página servida, el cual es identificado añadiendo dos elementos link en la sección <head> del documento como se detalla abajo. De esta manera, cualquier imagen de un tamaño apropiado (16×16 pixeles o más) puede ser usada, y aunque todavía muchos usan el formato ICO, otros navegadores ahora también soportan los formatos de imagen animada GIF y PNG.

## Problemas
Los navegadores modernos implementan los dos métodos de definición arriba descritos. Debido a esto, los servidores web reciben muchas peticiones por el archivo favicon.ico, incluso cuando este no existe, creando muchas entradas en el registro del servidor, y cargando innecesariamente su disco, la CPU y la red. Esto puede molestar a los administradores de servidores web.
Originalmente, Internet Explorer 6.0 solamente usó faviconos para su lista de favoritos, lo cual creó una preocupación de poca importancia en que el dueño del sitio podría estimar cuánta gente añadió su sitio a favoritos comprobando los registros de acceso para ver cuántos visitantes descargaron el archivo favicon.ico. Sin embargo, desde que la versión de Internet Explorer 7.0 y muchos otros navegadores, también muestran el favicono en la barra de direcciones en todas las visitas, se está convirtiendo en un problema a debatir.
Otro problema común es que los faviconos pueden desaparecer si se borra la caché del navegador.

### Ejemplo del favicono de Wikipedia (XHTML)
```
<link rel="shortcut icon" href="http://www.wikipedia.org/favicon.ico" />
```

```
<link rel="icon" href="favicon.ico" type="image/x-icon" />
```

Dependiendo del formato, el atributo “type” cambiará:
- Formato png: image/png
- Formato gif: image/gif
- Formato jpeg (extensión jpg o jpeg): image/jpeg

```
<link rel="shortcut icon" href="favicon.png" type="image/png" />
```

## Variaciones de uso
Coherente con el sentido original de faviconos (iconos favoritos) y dada la extensa influencia de los términos cibernéticos en el lenguaje popular, la palabra faviconos ha comenzado a ser frecuentemente utilizada fuera de Internet para identificar signos, íconos y personalidades con destacada popularidad. Estos íconos suelen ser representados físicamente en souvenirs, afiches y objetos cuya forma hace referencia al “Favicono” en cuestión.